# Suzanne Marwille
Suzanne Marwille (11 de julio de 1895 – 14 de enero de 1962) fue una actriz cinematográfica de origen checo.
Nacida en Praga, en aquel momento parte de Austria-Hungría, actuó en 44 filmes entre 1918 y 1938.
Estuvo casada con el director Martin Frič, protagonizando muchos de las cintas dirigidas por él. Marwille falleció en 1962 en Praga, ciudad que en la época formaba parte de Checoslovaquia. Tenía 66 años de edad.

## Selección de su filmografía
- Za svobodu národa (1920)
- Father Vojtech (1929)
- The Organist at St. Vitus' Cathedral (1929)
- Vše pro lásku (1930)
- Chudá holka (1930)
- Sister Angelika (1932)
- Pobočník Jeho Výsosti (1933)
- Hordubalové (1938)